# Khung Lâm

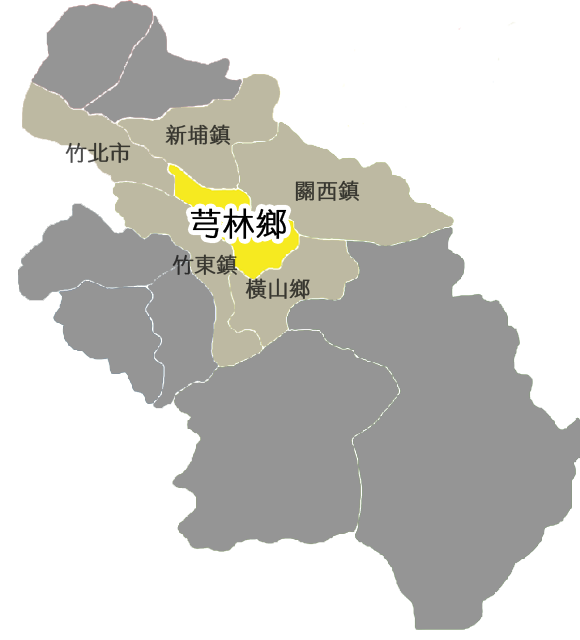
Vị trí tại Tân Trúc (màu vàng đậm)

Khung Lâm (tiếng Trung: 芎林鄉; bính âm: Qiōnglín Xiāng) là một hương (xã) của huyện Tân Trúc, tỉnh Đài Loan, Trung Hoa Dân Quốc (Đài Loan). Hương nằm ở vị trí trung tâm của huyện và có tuyến quốc lộ 3 đi qua địa bàn. Tổng diện tích của hương là 40,7858 km², dân số vào tháng 8 năm 2011 là 20.664 người thuộc 6.329 hộ gia đình, mật độ cư trú đạt 506,6 người/km².